# إبراهيم بكر
إبراهيم بكر إبراهيم (1924-1997) هو سياسي فلسطيني ولد في مدينة الناصرة المحتلة لعائلة فلسطينية من بلدة المزرعة الشرقية في محافظة رام الله والبيرة. تلقى تعليمه الأساسي في مدينة الناصرة، والتحق بالمدرسة الرشيدية في القدس حيث حصل على شهادة الثانوية العامة عام 1944. حاصل على درجة الدبلوم في المحاماة من معهد الحقوق في القدس عام 1951، وعمل محامياً منذ عام 1952. تولى منصب رئيس الدائرة القانونية في البنك العربي خلال الفترة (1971- 1976). شغل منصب نقيب المحامين الأردنيين لدورتين متتاليتين بين عامي 1977 و1981. كان رئيساً للجنة الوفاق (لجنة الـ18) لحل النزاع بين جماعتي أبو عمار وأبو موسى عقب أحداث الانشقاق داخل حركة فتح في آب عام 1983. توفي في الأردن عام 1997 ودفن في عمّان.

## نشاطه السياسي
انتسب إبراهيم في بداية شبابه إلى عصبة التحرر الوطني، وأصبح عضواً قيادياً فيها عام 1947، ولكنه استقال منها عقب موافقتها على قرار التقسيم 181 الصادر عن الأمم المتحدة. ولكنه استمر في الانخراط في العمل السياسي أثناء الحكم الأردني للضفة الغربية، حيث ساهم في تأسيس التجمع الوطني في الضفة الغربية وترأس مؤتمره المحوري المنعقد في نابلس عام 1955. كما شارك في الحراك الشعبي المناهض لحلف بغداد عام 1956، ونشط في المقاومة الشعبية للاحتلال الإسرائيلي للضفة الغربية عام 1967، حيث أسس مع آخرين اللجنة الوطنية لمقاومة الاحتلال والهيئة الإسلامية العليا في القدس.

## دوره في منظمة التحرير الفلسطينية
أصبح إبراهيم بكر عضواً في المجلس الوطني الفلسطيني، وساهم في إعداد مشروع تعديل الميثاق القومي الفلسطيني الذي أصبح اسمه الميثاق الوطني الفلسطيني عام 1968. وشغل منصب عضو في المجلس المركزي لمنظمة التحرير الفلسطينية، وساهم في تأسيس التجمع الوطني الأردني عام 1968. تولى عضوية اللجنة التنفيذية لمنظمة التحرير الفلسطينية، ثم نائباً لرئيسها خلال الدورة الخامسة عام 1969 حتى استقالته خلال الدورة السادسة أواخر العام ذاته. ترأس وفد منظمة التحرير الفلسطينية في محاولات ترميم العلاقات مع الحكومة الأردنية عام 1969، ومثّل المقاومة في لجنة المتابعة العربية التي توسطت لوقف إطلاق النار بين المقاومة الفلسطينية والجيش الأردني خلال حرب أيلول عام 1970.

## نضاله الوطني
عانى إبراهيم أثناء مسيرته النضالية، فقد قامت الأجهزة الأمنية الأردنية باعتقاله عام 1959، حيث قبع في سجن الجفر الصحراوي حتى عام 1963. شهد سقوط الضفة الغربية بيد الاحتلال الإسرائيلي في حزيران 1967، واعتقله الاحتلال الإسرائيلي وأبعده إلى مدينة أريحا، ثم وضعه تحت الإقامة الجبرية، وأبعد إلى الأردن أواخر كانون الأول 1967. كما اعتقلته السلطات الأردنية عقب أحداث أيلول عام 1970.

## مؤلفاته
ألّف إبراهيم بكر إبراهيم عدداً من الكتب، منها: "حقوق الإنسان في الأردن"، "فلسطين بين الدولة الصليبية والدولة الصهيونية"، "آداب مهنة المحاماة وقواعد السلوك الواجبة على المحامي"، و"مؤتمر السلام والمفاوضات المباشرة مع إسرائيل".